# 脳動静脈奇形
脳動静脈奇形（のうどうじょうみゃくきけい、英: Cerebral arteriovenous malformation：AVM）は、10万人に1人と言われる脳の血管が動脈と静脈の異常吻合を生じている先天性疾患。動脈と静脈との異常吻合部にはナイダス nidus と呼ばれる異常血管塊が認められる。若年者のクモ膜下出血の原因として重要。

## 臨床像・症状
- ナイダスが破れると、クモ膜下出血や脳内出血を引き起こす。
- 最も代表的な症状は、クモ膜下出血に伴う髄膜刺激症状と脳内出血に伴う脳局所症状である。その他に起こりやすいのが痙攣発作である。また病変が非常に大きい場合には、心拍出量増加や左心拡張を来して心不全に陥ることもある。心不全は特に新生児で見られる。脳動静脈奇形　asrteriovenous malformation HE染色

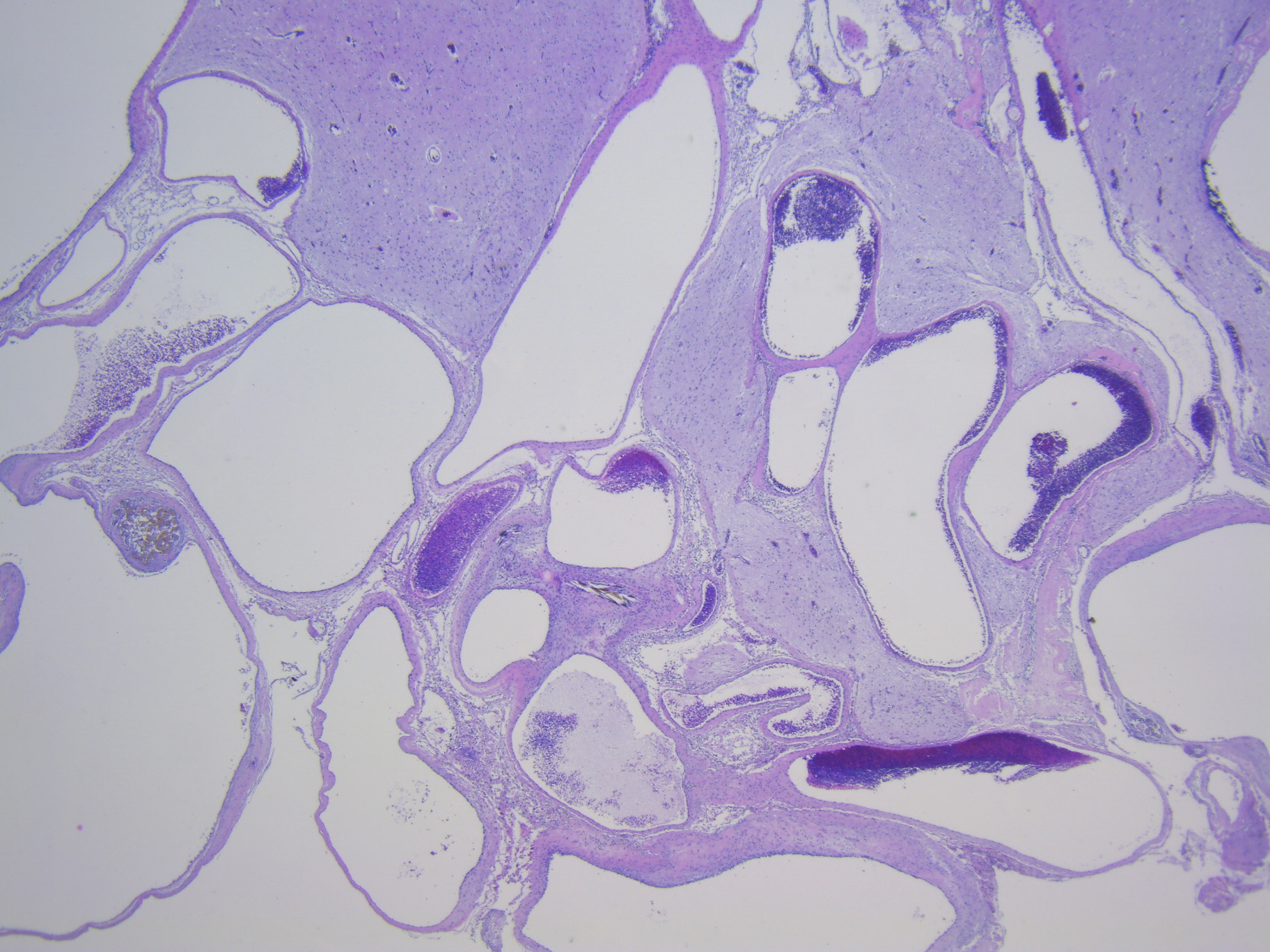
脳動静脈奇形　asrteriovenous malformation HE染色

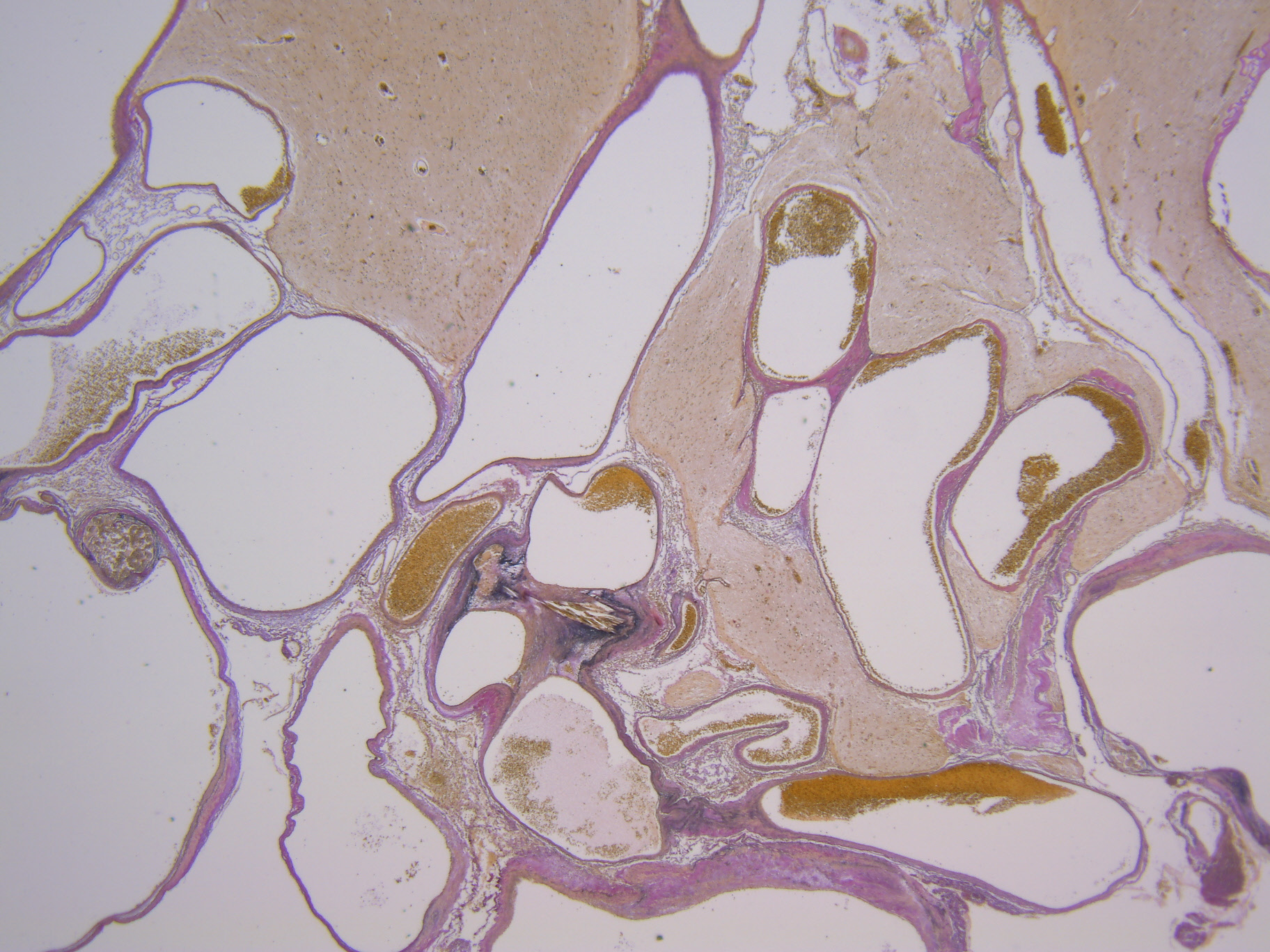
脳動静脈奇形　asrteriovenous malformation Elastica van Gieson染色

## 破裂率・予後
- 未破裂の脳動静脈奇形が出血する確率は2%/年前後と報告されており、増大する率は0.2〜2.8%/年と言われている。
- 脳動脈瘤破裂によるクモ膜下出血よりは再出血が少なく、生命予後は比較的良好と考えられている。

## 重症度分類
治療方針を決定するためにSpetzlerの重症度分類が用いられることが一般的である。
| 特徴                 | 特徴         | 点数 |
| -------------------- | ------------ | ---- |
| nidusの大きさ        | 小（〜3cm）  | 1    |
| nidusの大きさ        | 中（3〜6cm） | 2    |
| nidusの大きさ        | 大（＞6cm）  | 3    |
| 周囲脳の機能的重症性 | 重要でない   | 0    |
| 周囲脳の機能的重症性 | 重要である   | 1    |
| 導出静脈の型         | 表在性のみ   | 0    |
| 導出静脈の型         | 深在性       | 1    |

- 重症度(Grade)=（大きさ）+（機能的重要性）+（導出静脈）=(1,2,3)+(0,1)+(0,1)
- 機能的に重要な部位とは、運動野、知覚野、言語野、視覚野、視床、視床下部、内包、脳幹部、大脳脚、深部小脳核を指す。

## 検査
以下の検査で異常血管像が確認される。
- CT
- MRA
- 脳血管撮影

## 治療
以前に比べると積極的治療の傾向が強くなってきている。出血例に対しては何らかの治療が必要と考えられる。治療の基本は手術によるナイダスの全摘出である。血管内治療もおこなわれるが、殆どの場合、手術治療或いは放射線治療の前処置として行われることが多い。ナイダスの部位的に手術が困難な症例でナイダスの径が3cm以下であった場合には、ガンマナイフ治療のみで良好な成績を挙げられる。